# Ruben (voornaam)
Ruben is een Hebreeuwse naam en betekent letterlijk 'zie een zoon'. Oorsprong: Ruben is de oudste van de 12 zonen van de aartsvader Jakob uit de Bijbel. Ruben redde zijn broer Jozef toen de andere broers hem probeerden te vermoorden. De voornaam Ruben is heel populair bij Joden. De nakomelingen van Ruben groeiden uit tot een stam ten oosten van de Jordaan.